# كارل باومان
كارل باومان (بالإنجليزية: Karl Baumann)‏ هو رسام ونقاش أمريكي، ولد في 26 ديسمبر 1911 في لايبزيغ في ألمانيا، وتوفي في 30 يناير 1984 في سان فرانسيسكو في الولايات المتحدة.